# Michaelston-le-Pit and Leckwith
Michaelston-le-Pit and Leckwith (en anglais) ou Llanfihangel-y-pwll a Lecwydd (en gallois) est une communauté du Vale of Glamorgan, au pays de Galles. Elle est située dans l'est du borough de comté, à 2 km au nord de Dinas Powys et à 6 km au sud-ouest du centre-ville de Cardiff.
Comme son nom l'indique, elle se compose des villages de Michaelston-le-Pit / Llanfihangel-y-pwll (en) et Leckwith / Lecwydd (en).

## Démographie
Au recensement de 2011, la communauté de Michaelston-le-Pit and Leckwith comptait 309 habitants.

## Patrimoine
La communauté comprend plusieurs monuments classés. L'église Saint-Michel de Michaelston-le-Pit (en), qui remonte au XIVe siècle, est un monument classé de grade I depuis 1963. Le vieux pont de Leckwith, lui aussi d'origine médiévale, relie le village de Leckwith à Canton en enjambant l'Ely. C'est un monument classé de grade II* depuis 1952.